# Bukovina nad Labem
Pour les articles homonymes, voir Bukovina.
Bukovina nad Labem (en allemand : Bukowina) est une commune du district et de la région de Pardubice, en République tchèque. Sa population s'élevait à 240 habitants en 2024.

## Géographie
Bukovina nad Labem est arrosée par l'Elbe — son nom signifie « Bukovina sur l'Elbe ». Elle se trouve à 10 km au sud de Hradec Králové, à 11 km au nord-nord-est de Pardubice et à 100 km à l'est de Prague.

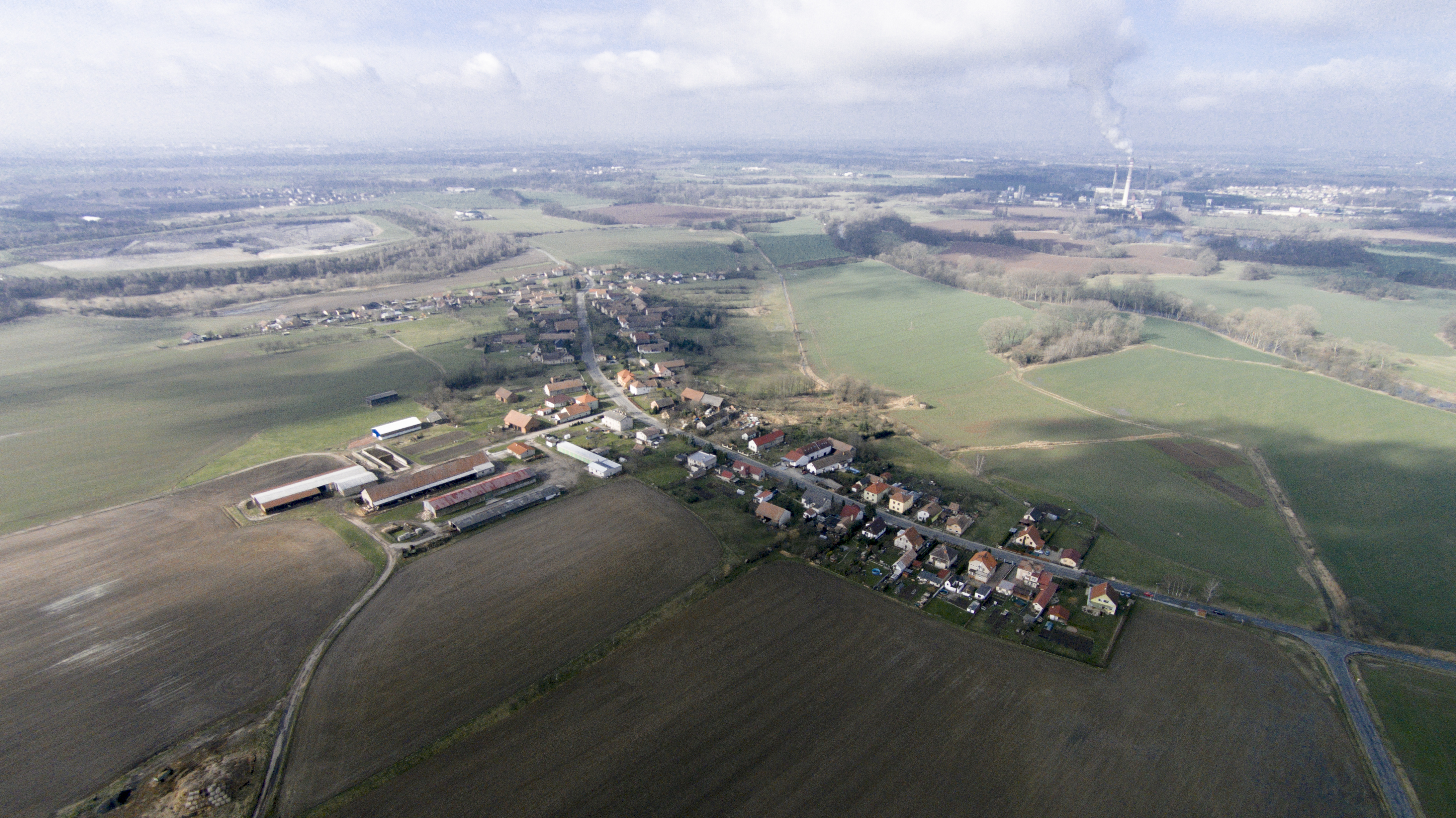
Bukovina nad Labem : vue aérienne.

La commune est limitée par Vysoká nad Labem au nord, par Borek et Újezd u Sezemic à l'est, par Dříteč au sud, et par l'Elbe et Hrobice et Opatovice nad Labem à l'ouest.

## Histoire
La première mention écrite de la localité date de 1340.

## Transports
Par la route, Bukovina nad Labem se trouve à 11 km de Hradec Králové, à 13 km de Pardubice et à 122 km de Prague.
Le territoire de la commune est traversé par l'autoroute D35 dont la sortie la plus proche se trouve à Opatovice nad Labem.